# Rugonfalva
Rugonfalva (románul Rugănești): falu Romániában Hargita megyében.

## Fekvése
Az Alsó-Nyikómentén levő falu a Nyikó jobb partján fekszik 2 km-re északkeletre Székelykeresztúrtól.

## Története
Területe ősidők óta lakott. A református parókia területén 1-2. századi temetkezést tártak fel. A középkori falu a mai helyén feküdt, nyomai időnként felbukkannak a házak között. 1910-ben 669 lakosa volt. A trianoni békeszerződésig Udvarhely vármegye Székelykeresztúri járásához tartozott. 1992-ben 665 lakosából 661 magyar és 4 román volt.

## Látnivalók
- A faluban 13. század végi román, a 15. században gótikus stílusban bővített református templom áll 1971-ben felfedezett értékes 15. század eleji falfestményekkel és 18. századi kazettás famennyezettel. Hajójának északi falán 16–17. századi rovásírásos felirat került elő. Tornyát 1816-ban magasították, 1861-ben a templomot megújították, ekkor nyerte el mai formáját.
- A faluban néprajzi múzeum is volt
- A falu mellett van egy tó, ahol horgászni, kempingezni és télen korcsolyázni lehet.

## Híres emberek
- Itt született 1848-ban Bartha Miklós politikus, publicista.
- Itt született 1859-ben Sebesi Samu író, színész,
- Itt született 1896-ban Holkó Ilona Magyar Istvánné pedagógus
- Itt született 1906-ban dr. Mester Miklós politikus, történetíró.
- Itt született 1953-ban Paál Sándor gyógytornász